# Góra Gliniana (Gdańsk)
Góra Gliniana (niem. Leimberg) – wzniesienie w Gdańsku o wysokości 35 m n.p.m.
W trakcie potopu szwedzkiego na szczycie wzgórza Szwedzi wznieśli tzw. szaniec szwedzki. Jego pozostałości nie przetrwały do dzisiejszych czasów.

## Położenie
Gliniana Góra położona jest w południowej części Gdańska, na pograniczu dzielnic Orunia-Św. Wojciech-Lipce oraz Orunia Górna-Gdańsk Południe. Przylega do historycznej podjednostki Ptaszniki. Od północy graniczy z Orunią Górną, od wschodu z Orunią. U południowego podnóża wzgórza Potok Oruński uchodzi do Kanału Raduni. Jest częścią historycznego, zabytkowego Parku Oruńskiego. Położona jest w zespole przyrodniczo-krajobrazowym Dolina Potoku Oruńskiego. Leży nieopodal użytku ekologicznego „Murawy Kserotermiczne w Dolinie Potoku Oruńskiego”.
Jest jednym z trzech wzgórz Parku Oruńskiego i Doliny Potoku Oruńskiego, obok przeciwległej Góry Pięciu Braci i położonej nieopodal na zachód Góry Łez.